# Tiara Thomas
Tiara Nicole Thomas (Indianápolis, Indiana, 12 de septiembre de 1989) es una cantante y compositora estadounidense. En 2013, apareció en el sencillo de Wale "Bad", que fue certificado 3 veces platino. Ese mismo año, Thomas consiguió un contrato con Interscope Records, un sello del grupo Interscope Geffen A&M. En 2021, ganó el premio Grammy a la Canción del Año por coescribir "I Can't Breathe". En ese mismo año, recibió una nominación al Globo de Oro y ganó un Premio de la Academia a la Mejor Canción Original, por coescribir la canción "Fight for You", de Judas and the Black Messiah.

## Biografía
Thomas nació en Indianápolis, Indiana. Sus padres la animaron a dedicarse a la música. Thomas actuó en la escuela y en la iglesia. Asistió a la escuela secundaria Lawrence North. Fanática incondicional del hip hop y la música pop, Thomas desarrolló su sonido y su voz desde temprana edad, y se propuso forjar su propio camino en la música fusionando su amor por el pop y la música alternativa, las baladas y el rap con la instrumentación. En junio de 2012, Thomas se graduó de la Universidad Ball State.

## Carrera

### 2009-2012: Inicios de su carrera
Thomas conoció a los fundadores de The Board Administration, Wale y Le'Greg O. Harrison, en un club de Atlanta, Georgia, durante un concierto de Wale en 2009. Después de intercambiar información y enviar música, recibió una respuesta y comentarios positivos después de tres meses. Poco después, viajó a la ciudad de Nueva York, donde fue el acto de apertura del concierto de Wale y compartió escenario con Diggy Simmons, J. Cole y Fabolous en el Highline Ballroom. Thomas firmó con The Board Administration en 2011.
Es conocida por sus promociones virales a través de Twitter y YouTube, y es reconocida por su nuevo contenido musical en línea, transmisiones de presentaciones en vivo y versiones de música popular. El 3 de agosto de 2010, el mundo conoció a Thomas en "The Cloud" con Wale a través de su mixtape More About Nothing. Su nombre fue tendencia mundial el 30 de mayo de 2011 en Twitter, el día en que se lanzó el video "The Cloud".
Thomas fue seleccionada como portavoz de la campaña 2011-2012 de American Eagle Outfitters Back to School We The People Campaign. Su imagen se exhibió en Times Square, Nueva York, en la tienda insignia de American Eagle Outfitters, y en todo Estados Unidos continental, en más de 900 tiendas en todo el mundo. Sus canciones originales para la campaña, "Denim" y "Wassup", aparecieron en el sitio web de American Eagle Outfitters y se difundieron entre las masas a través de su campaña en las redes sociales.

### 2013-presente: "Bad",Dear Sallie Maey álbum debut
Thomas trabajó en su LP debut Sallie Mae y apareció en el sencillo de Wale "Bad". Esta última alcanzó el puesto número 21 en el Billboard Hot 100, convirtiéndose en su primera entrada al Hot 100 y al top 40. En junio de 2013, se anunció que había dejado el sello discográfico de Wale, The Board Administration, para firmar con el sello discográfico Division 1 de Rico Love en un acuerdo conjunto con Interscope Geffen A&M.
Thomas lanzó un EP de cinco canciones titulado Dear Sallie Mae el 8 de octubre de 2013.

## Discografía
- Dear Sallie Mae (EP) (2013)
- The Bad Influence (2014)[18]
- Up in Smoke (EP) (2015)[19]
- Don't Mention My Name (EP) (2017)
- FWMM (EP) (2018)

### Como artista principal
| Título      | Año  |
| ----------- | ---- |
| "One Night" | 2014 |

### Colaboraciones
| "Bad" (Wale con Tiara Thomas)                                                               | 2013 | 21 | 5 | 3 | - RIAA: Triple Platino | The Gifted         |
| "Another Day" (Fat Joe con Rick Ross, French Montana y Tiara Thomas)                        | 2014 | —  | — | — |                        | Sencillo sin álbum |
| "—" denota una grabación que no figura en las listas o que no se publicó en ese territorio. |      |    |   |   |                        |                    |